# Werner Höfer

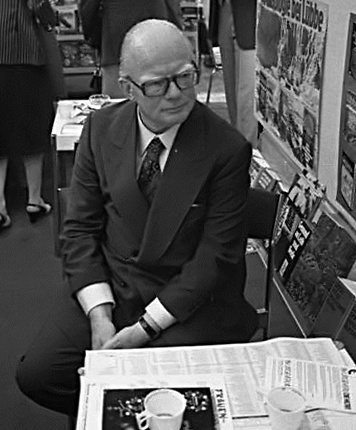
Werner Höfer auf der Frankfurter Buchmesse (1977)

Werner Höfer (* 21. März 1913 in Kaisersesch; † 26. November 1997 in Köln) war ein deutscher Journalist, Fernsehmoderator und Fernsehdirektor beim Westdeutschen Rundfunk. Am bekanntesten wurde Werner Höfer durch den Internationalen Frühschoppen, der vom 6. Januar 1952 bis zum 20. Dezember 1987 in 1874 Folgen gesendet wurde. 

## Leben

### Bis 1945
Werner Höfer, Sohn eines Straßenbaumeisters, studierte Philosophie, Geschichte, Theater- und Zeitungswissenschaft in Köln und wurde 1938 als Feuilletonredakteur beim Neuen Tag in Köln eingestellt. Zum 1. Mai 1933 trat er der NSDAP bei (Mitgliedsnummer 2.129.383). Höfer wechselte später nach Berlin zum Magazin Koralle und von dort zur B.Z. am Mittag, bei der er seit 1941 als Theaterkritiker tätig war.
Höfer wurde 1939 vom Wehrdienst freigestellt. 1941 wurde er Pressereferent der Organisation Todt und danach im Reichsministerium für Bewaffnung und Munition. Zeitungsartikel schrieb er von da an in freier Mitarbeit. Als die B.Z. am Mittag eingestellt wurde, schrieb Höfer für Das 12 Uhr Blatt. Zudem war er Mitarbeiter der NS-Propagandazeitung Das Reich.

### Nach 1945

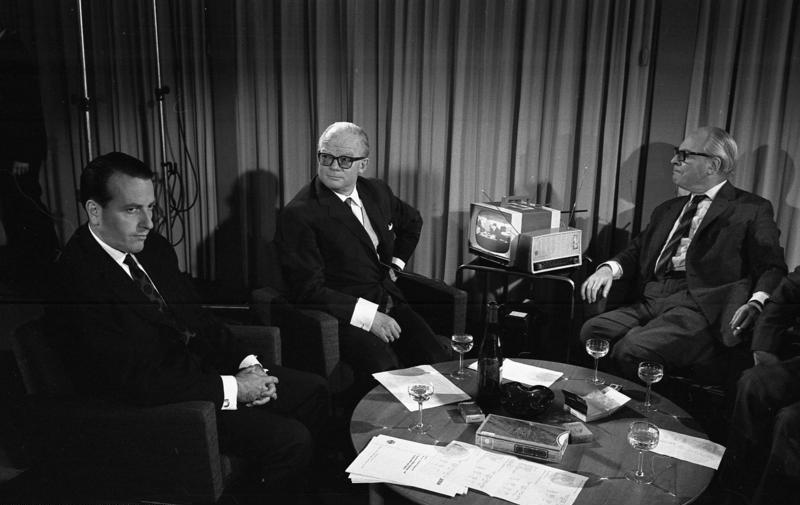
Werner Höfer (Mitte) 1965

Nach der Entlassung aus der amerikanischen Kriegsgefangenschaft (1946) schrieb Höfer gelegentlich Theaterkritiken für den Rheinischen Merkur und richtete früh sein Interesse auf Hörfunk und Fernsehen (Südwestfunk Baden-Baden in der Außenstelle Koblenz, Nordwestdeutscher Rundfunk bzw. Westdeutscher Rundfunk im Funkhaus Köln). Er gilt als Gründervater des WDR-Regionalprogramms und moderierte Sendungen wie das bis in die Gegenwart ausgestrahlte Echo des Tages (Hörfunk) und Hier und Heute (Fernsehen). 1964 übernahm Höfer die Leitung des neu geschaffenen dritten Fernsehprogramms des WDR, 1972 wurde er WDR-Fernsehdirektor. Im Jahr darauf bewarb er sich um das Amt des WDR-Intendanten, 1977 beendete er auf eigenen Wunsch seine feste Tätigkeit im WDR. Zwischenzeitlich fungierte er auch als Chefredakteur der Neuen Illustrierten und als diplomatischer Korrespondent der Zeitschrift Stern.

#### „Der internationale Frühschoppen“
Bekannt wurde Werner Höfer insbesondere durch den von ihm moderierten Internationalen Frühschoppen, einer sonntäglichen Journalistenrunde, in der internationale Medienvertreter aktuelle politische Themen diskutierten. Dabei handelte es sich um ein in Anlehnung an das US-Fernsehen entwickeltes Talking-Heads-Format, das bei Höfer jedoch eine unverwechselbare kosmopolitische Note erhielt. Die erste Ausgabe wurde am 6. Januar 1952 im NWDR-Hörfunk gesendet, ab August 1953 übertrug das ARD-Fernsehen die Sendung wöchentlich. Ein Vorläufer des Internationalen Frühschoppens war die Hörfunksendung Gespräche über den Schlagbaum, die Höfer für Radio Koblenz konzipiert und moderiert hatte, eine Diskussionsrunde mit Journalisten aus den vier Besatzungszonen Deutschlands in der Nachkriegszeit.
Ungeachtet mancher Stimmen, die Höfer Weitschweifigkeit und einen zuweilen oberlehrerhaften Moderationsstil vorwarfen, war die Sendung jahrzehntelang eine feste Institution im deutschen Fernsehen; parallel zur TV-Ausstrahlung wurde die Sendung stets in mehreren ARD-Hörfunkprogrammen übertragen. Eine Besonderheit bestand darin, dass Höfer sich nie vertreten ließ und seinen Urlaub stets so legte, dass er das ganze Jahr über sonntags seine Gastgeberrolle im Frühschoppen wahrnehmen konnte. Zur Wirkung Höfers bilanzierte Norbert Schneider 1979: „Für die ersten 25 Jahre des Deutschen Fernsehens hat es Werner Höfer geschafft, ähnlich wie etwa das Wort zum Sonntag, die politischen Montagsmagazine der ARD bis 1977 und die am frühen Samstagabend ausgestrahlte Sportschau mit Fernsehen schlechthin identifiziert zu werden.“

#### Kreiten-Affäre und Ende des „Frühschoppens“
Am 3. September 1943 war der Pianist Karlrobert Kreiten vom Volksgerichtshof wegen Wehrkraftzersetzung zum Tode verurteilt und vier Tage später hingerichtet worden. Kreiten hatte Zweifel geäußert, dass Deutschland den Krieg gewinnen könne. Am 20. September kommentierte Werner Höfer die Angelegenheit, die als Defätismus und Zersetzung der Moral angesehen wurde, im Das 12 Uhr Blatt:

„Wie unnachsichtig jedoch mit einem Künstler verfahren wird, der statt Glauben Zweifel, statt Zuversicht Verleumdung und statt Haltung Verzweiflung stiftet, ging aus einer Meldung der letzten Tage hervor, die von der strengen Bestrafung eines ehrvergessenen Künstlers berichtete. Es dürfte heute niemand Verständnis dafür haben, wenn einem Künstler, der fehlte, eher verziehen würde als dem letzten gestrauchelten Volksgenossen. Das Volk fordert vielmehr, daß gerade der Künstler mit seiner verfeinerten Sensibilität und seiner weithin wirkenden Autorität so ehrlich und tapfer seine Pflicht tut, wie jeder seiner unbekannten Kameraden aus anderen Gebieten der Arbeit. Denn gerade Prominenz verpflichtet!“

1987 berichtete das Wochenmagazin Der Spiegel über Höfers Artikel von 1943 und löste damit eine öffentliche Debatte aus. Zwar hatte schon 1962 der Leiter der Kommission für Agitation und Propaganda beim Zentralkomitee der SED, Albert Norden, den Sachverhalt an die Öffentlichkeit gebracht, doch war dies folgenlos geblieben, da in der Bundesrepublik das Schicksal der Opfer des Nationalsozialismus noch wenig diskutiert und DDR-Behörden, die zu Propagandazwecken oft mit falschen Angaben arbeiteten, misstraut wurde. Höfer sagte 1962 genauso wie 1987, ihm sei in den Text hineinredigiert, einzelne Passagen seines Artikels seien verändert worden; zudem beziehe sich der Artikel nicht auf Kreiten, da dessen Name nicht erwähnt sei. Gab sich die Öffentlichkeit damit 1962 zufrieden, fiel die Reaktion 1987 lebhafter aus. 1988 veröffentlichte ein Mitschüler Kreitens ein Buch, in dem Historiker die Artikel Höfers aus der Zeit des Nationalsozialismus unter die Lupe nahmen und weitere belastende Details darstellten. Höfer wurde nachgewiesen, tatsächlich der Verfasser des vom Spiegel als „Hinrichtungshymne“ bezeichneten Artikels gewesen zu sein. Daraufhin entschuldigte sich Höfer mit den Worten, in der schlimmsten Zeit der deutschen Geschichte sei er zwar kein Widerstandskämpfer, aber auch kein Schreibtischtäter gewesen. Wegen der Kreiten-Affäre wurde der Frühschoppen vom WDR aus dem Programm genommen. Seitdem gibt es zu dieser Sendezeit im WDR den Presseclub, ein ähnliches Format. 2002 wurde der Internationale Frühschoppen beim Ereignis- und Dokumentationssender Phoenix wieder aufgelegt und läuft immer dann, wenn der Presseclub im Ersten ausfällt. Die Sendung wird parallel im Hörfunk (WDR 5) übertragen.
Als pensionierter Fernsehdirektor lebte Werner Höfer abwechselnd in Köln-Rodenkirchen und in Kampen auf Sylt. Weiterhin war er als Moderator tätig, etwa für öffentliche Diskussionsveranstaltungen in verschiedenen deutschen Städten, unter anderem im Auftrag der Sparkassenstiftung „City-Treff“ in Köln. Unter dem Titel Bühler Begegnungen moderierte er (der nach eigenem Bekunden den Internationalen Frühschoppen erst hatte aufgeben wollen, wenn „ich mit einem Glas in der Hand am Frühschoppentisch umfalle“) schließlich nochmals ab 1992, abwechselnd mit anderen Moderatoren, monatlich eine Fernsehsendung, die in einem Hotel im Schwarzwald aufgenommen wurde.

### Privates
1993 heiratete Höfer seine langjährige Lebensgefährtin Petra Moschiri. In erster Ehe war er von 1937 bis zu ihrem Tod 1982 mit der früheren Solotänzerin der Kölner Oper Elfriede Scheurer verheiratet. Aus der Verbindung stammen die beiden Töchter Angelika und Candida; die 1944 geborene Candida Höfer wurde eine erfolgreiche Fotografin und gilt als Vertreterin der Düsseldorfer Fotoschule.
Werner Höfer starb im Alter von 84 Jahren und wurde auf dem neuen Friedhof des Kölner Stadtteils Rodenkirchen beigesetzt.

## Hörspiele
Als Sprecher:
- 1947: Herbert Timm: Indizien – Regie: Eduard Hermann

Als Autor gemeinsam mit Gustav Zerres:
- 1953: Gipfelstürmer mit dem Regenschirm – Ein Bericht von Kampf und Sieg um den Mount Everest – Regie: Wilhelm Semmelroth

## Auszeichnungen
- 1967: Goldene Kamera
- 1967: Adolf-Grimme-Preis mit Silber für Der Internationale Frühschoppen vom 30. Oktober 1966
- 1973: Großes Bundesverdienstkreuz
- 1982: Besondere Ehrung beim Adolf-Grimme-Preis